# Eifelrennen 1927
L'Eifelrennen 1927 est un Grand Prix qui s'est tenu sur le Nürburgring le 19 juin 1927.

## Classement de la course
| Pos | Pilote                      | Écurie                  | Châssis          | Tours | Temps/Abandon     |
| --- | --------------------------- | ----------------------- | ---------------- | ----- | ----------------- |
| 1   | Rudolf Caracciola           | Mercedes                | Mercedes-Benz S  | 12    | 3 h 33 min 21 s 0 |
| 2   | Adolf Rosenberger           | Mercedes                | Mercedes-Benz S  | 12    | 3 h 40 min 17 s 0 |
| 3   | Eckhart von Kalnein         | Privé                   | Bugatti T43      | 12    | 3 h 58 min 11 s 4 |
| 4   | Hans Stuck                  | Österreichische Daimler | Austro-Daimler   | 12    | 4 h 2 min 16 s 8  |
| 5   | Margaret Einsiedel          | Steyr-Werke             | Steyr VI Klausen | 12    | 4 h 8 min 37 s 1  |
| 6   | Hans Simons                 | Privé                   | OM 665           | 12    | 4 h 11 min 18 s 1 |
| 7   | Carl Walter Andreä          | Privé                   | Bugatti T37      | 12    | 4 h 22 min 37 s 2 |
| 8   | Robert Gockenbach           | Privé                   | Pluto Amilcar    | 12    | 4 h 29 min 50 s 4 |
| ?   | H. Santner                  | ?                       | OM               | ?     | + ? tours         |
| ?   | « Beck »                    | Privé                   | Bugatti          | 11    | + 1 tour          |
| ?   | Heinrich Dörper             | ?                       | Opel special     | ?     | + ? tours         |
| ?   | Hans Schinzinger            | Privé                   | Hanomag          | 11    | + 1 tour          |
| ?   | Von Mosch                   | Privé                   | Mercedes-Benz K  | ?     | + ? tours         |
| Abd | Heinrich-Joachim von Morgen | Privé                   | Amilcar          | 5     | Moteur            |

- Légende: Abd.=Abandon.

## Pole position & Record du tour
- Pole position :
- Record du tour : Rudolf Caracciola en 17 min 11 s.